# NXT TakeOver: New York
L'édition New York de NXT TakeOver est une manifestation de catch (lutte professionnelle) produite par la World Wrestling Entertainment (WWE), une fédération de catch (lutte professionnelle) américaine, qui est diffusée sur le WWE Network. Cet événement met en avant les membres de l’émission NXT et WWE NXT, le club-école de la WWE. L'événement s'est déroulé le 5 avril 2019 au Barclays Center dans Brooklyn, New York. Il s'agit du vingt-cinquième événement de NXT Takeover.

## Contexte
Les spectacles de la World Wrestling Entertainment (WWE) sont constitués de matchs aux résultats prédéterminés par les scénaristes de la WWE. Ces rencontres sont justifiées par des storylines – une rivalité avec un catcheur, la plupart du temps – ou par des qualifications survenues dans les shows de la WWE telles que Raw, SmackDown et NXT. Tous les catcheurs possèdent une gimmick, c'est-à-dire qu'ils incarnent un personnage gentil (Face) ou méchant (Heel), qui évolue au fil des rencontres. Un événement comme New York est donc un événement tournant pour les différentes storylines en cours,.

## Tableau des matchs
| Ordre par numéros                                                                         | Résultat                                                            | Stipulation(s)                                         | Temps |
| ----------------------------------------------------------------------------------------- | ------------------------------------------------------------------- | ------------------------------------------------------ | ----- |
| 1                                                                                         | War Raiders (Hanson et Rowe) (c) battent Aleister Black et Ricochet | Tag Team match pour les NXT Tag Team Championship      | 18:00 |
| 2                                                                                         | Velveteen Dream (c) bat Matt Riddle                                 | Match simple pour le NXT North American Championship   | 17:35 |
| 3                                                                                         | WALTER bat Pete Dunne (c)                                           | Match simple pour le WWE United Kingdom Championship   | 25:40 |
| 4                                                                                         | Shayna Baszler (c) bat Io Shirai, Bianca Belair et Kairi Sane       | Fatal 4-Way match pour le NXT Women's Championship     | 15:45 |
| 5                                                                                         | Johnny Gargano bat Adam Cole (2-1)                                  | 2 Out of 3 Falls match pour le NXT Championship vacant | 38:25 |
| La lettre C placée entre parenthèses désigne la personne ou l’équipe championne en titre. |                                                                     |                                                        |       |